# Spinefarm Records
Spinefarm Records (также известна под названием «Spin-Farm Oy») — финская звукозаписывающая компания, основанная в 1990 году. Специализируется в основном на метал-группах. Spinefarm Records состоит из четырёх сублейблов: «Spinefarm» (метал), «Spikefarm» (экстремальный метал), «Ranka» (музыка на финском языке) и «Ranch» (рок).

## История
Рику Пяякконен основал Spinefarm Records в 1990 году. Компания занималась почтовой доставкой метал- и рок-альбомов и синглов, впоследствии компания превратилась в звукозаписывающий лейбл для финских групп, как например Nightwish, Children of Bodom и Sonata Arctica.
В 2002 году компания вошла в состав Universal Music Group, но работает независимо.
Осенью 2007 года Spinefarm была запущена кампания в Великобритании, начавшаяся с перевыпуска deluxe версий первых пяти альбомов Nightwish.
В начале 2016 года было объявлено, что Spinefarm Records купили Candlelight Records.
18 августа 2017 года, Spinefarm Records анонсировали глобальный запуск сублейла Snakefarm Records. Snakefarm Records специализируется на рутс-роке, блюз-роке и кантри.
На сегодняшний день у Spinefarm Records есть офисы в Нью-Йорке, Лондоне и Хельсинки.